# Ferrovia Winterthur-Bülach-Koblenz
La ferrovia Winterthur-Bülach-Koblenz è una linea ferroviaria a scartamento normale della Svizzera.

## Storia
La prima idea di una ferrovia che da Winterthur si dirigesse verso Basilea risale agli anni Sessanta del XIX secolo. Ottenuta nel 1870 la concessione, i primi lavori iniziarono due anni più tardi, non senza controversie tra la Schweizerische Nordostbahn (NOB), concessionaria della linea, e il comune di Winterthur sul collegamento diretto con Waldshut, risoltisi nell'aprile 1874 con la decisione di far passare la linea per Koblenz, come proposto dalla NOB.
La linea aprì il 1º agosto 1876, con due settimane di ritardo rispetto a quanto previsto a causa di un'alluvione.
La NOB venne nazionalizzata il 1º gennaio 1902: le sue linee entrarono a far parte delle Ferrovie Federali Svizzere (FFS).
La tratta Bülach-Eglisau fu elettrificata il 15 dicembre 1928, insieme alle tratte Zurigo Oerlikon-Bülach e Eglisau-Neuhausen, mentre il resto della linea venne elettrificata nel 1945 in due tranches (Koblenz-Eglisau il 1º luglio, Bülach-Winterthur due settimane dopo).
La sezione Bülach-Eglisau venne raddoppiata nel 1897, in occasione dell'apertura della linea Eglisau-Neuhausen.

## Caratteristiche
La linea, a scartamento normale, è lunga 48,38 km, è elettrificata a corrente alternata monofase con la tensione di 15.000 V alla frequenza di 16,7 Hz; la pendenza massima è dell'8 per mille, il raggio di curva minimo 280 metri. È a doppio binario tra Bülach ed Eglisau.

### Percorso
| Continuation backward |

| Unknown route-map component "CONTgq" | Unknown route-map component "ABZg+r" |  |

| Station on track |

|  | Unknown route-map component "ABZgl" | Unknown route-map component "CONTfq" |

| Station on track |

| Small bridge over water |

| Unknown route-map component "KDSTaq" | Unknown route-map component "ABZg+r" |  |

| Station on track |

| Station on track |

| Station on track |

| Small bridge over water |

| Enter and exit tunnel |

| Unknown route-map component "STRo" |

|  | Unknown route-map component "ABZg+l" | Unknown route-map component "CONTfq" |

| Station on track |

| Stop on track |

| Station on track |

| Unknown route-map component "CONTgq" | Unknown route-map component "ABZgr" |  |

| Small bridge over water |

| Station on track |

| Unknown route-map component "eDST" |

| Stop on track |

| Stop on track |

| Non-passenger station/depot on track |

| Stop on track |

| Station on track |

| Station on track |

| Stop on track |

| Stop on track |

| Unknown route-map component "CONTgq" | Unknown route-map component "KRZu" | Unknown route-map component "STR+r" |

|  | Unknown route-map component "KRWg+l" | Unknown route-map component "KRWr" |

| Station on track |

|  | Unknown route-map component "ABZgl" | Unknown route-map component "CONTfq" |

| Continuation forward |

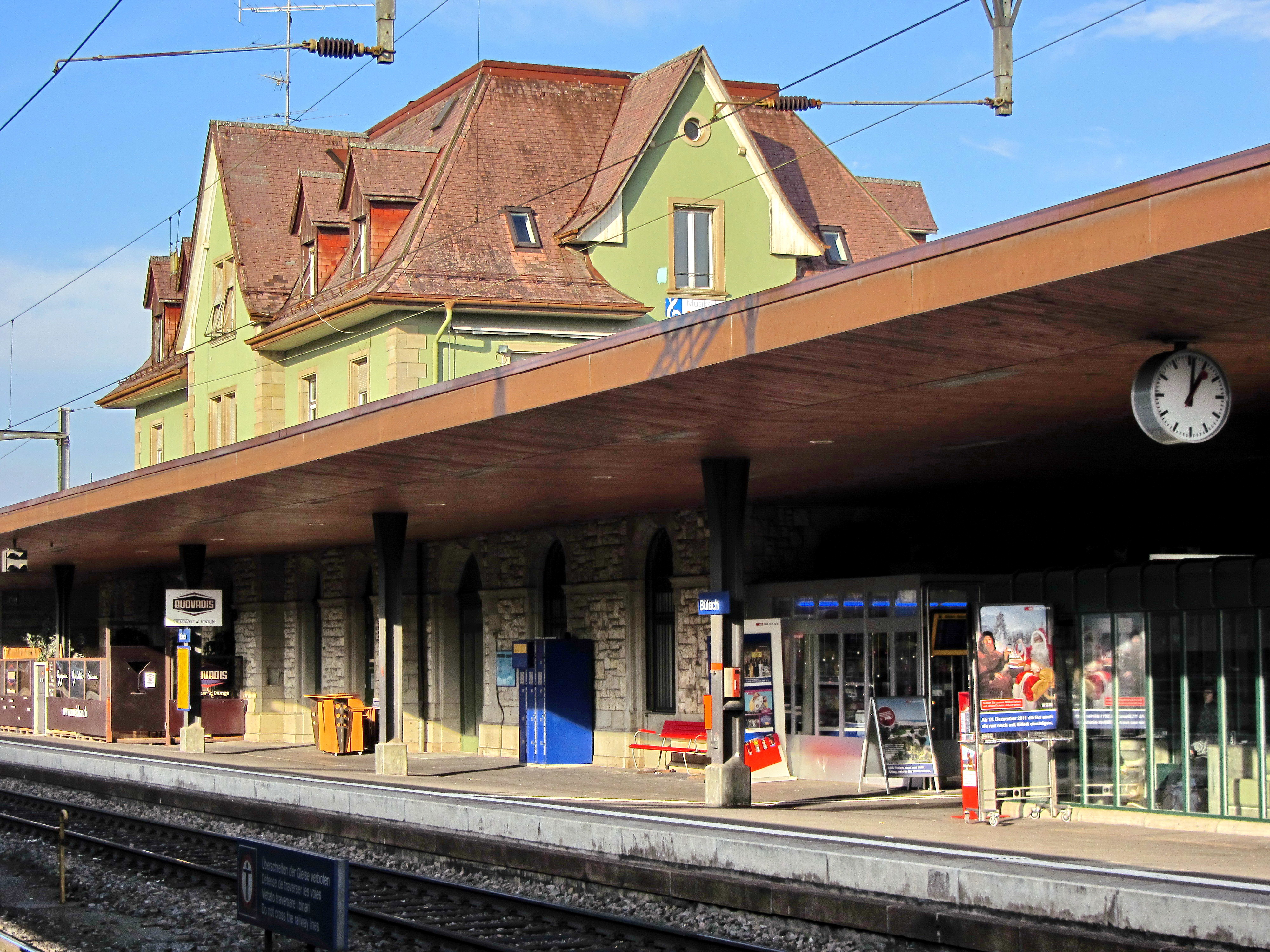
La stazione di Bülach

La linea parte dalla stazione di Winterthur, e segue il corso del fiume Töss fino a Rorbas, dopodiché si attraversa il fiume Wildbach e, dopo una galleria lunga 1,8 km sotto il Dettenberg, si giunge a Bülach, località nella quale si innesta la ferrovia proveniente da Oerlikon. La linea tocca quindi Eglisau e di lì corre parallela al Reno (attraversando il confine tra il canton Zurigo e il canton Argovia tra Weiach e Kaiserstuhl) fino al capolinea di Koblenz (poco prima del quale viene sottopassata la linea per Waldshut).